# Efekt Pockelsa

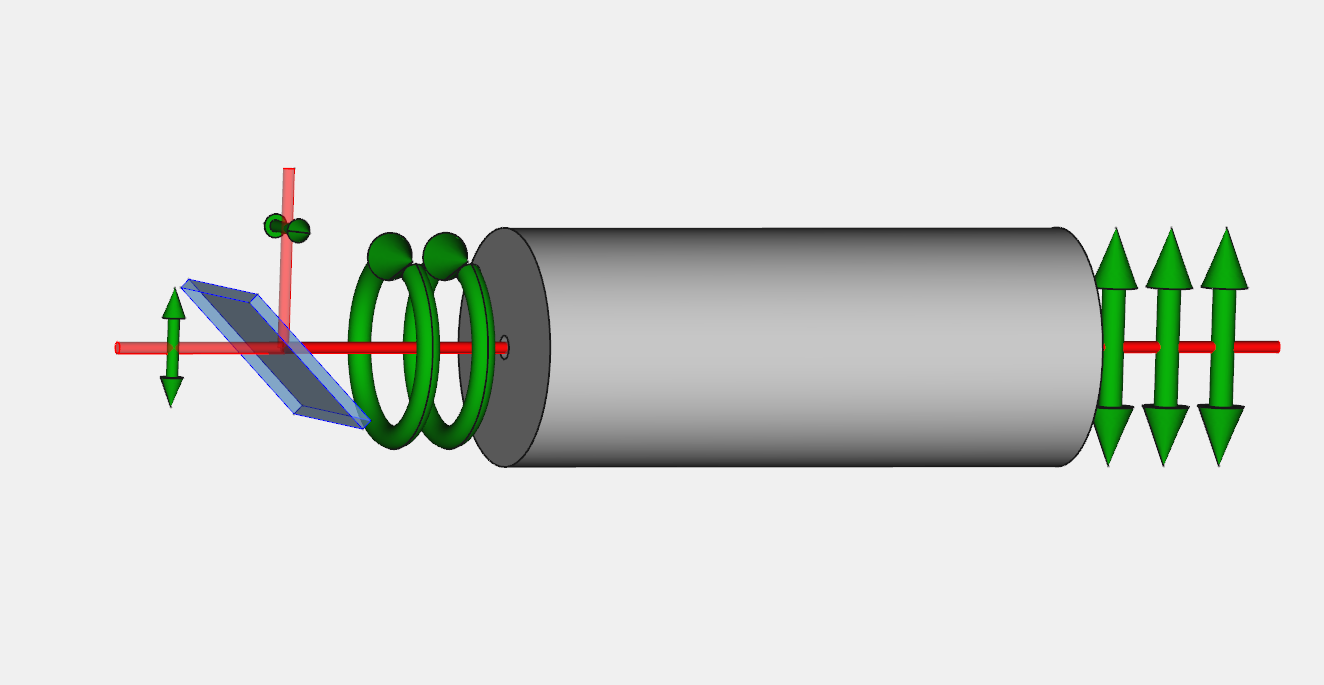
Schemat komórki Pockelsa modulującej polaryzację światła. W tym przypadku komórka Pockelsa działa jak ćwierćfalówka, gdzie światło spolaryzowane liniowo jest przekształcane w światło spolaryzowane kołowo. Ta zmiana polaryzacji, po dodaniu płytek Brewstera (po lewej), daje zmianę natężenia światła wiązki poprzez przepuszczenie dalej tylko modu TM

Efektem Pockelsa nazywa się liniowy efekt elektrooptyczny, czyli inaczej mówiąc dwójłomność wymuszoną. Zjawisko polega na zmianie współczynnika załamania światła proporcjonalnie do zewnętrznego pola elektrycznego.
Występuje tylko w kryształach, które nie wykazują symetrii inwersji (a więc wykazują efekt piezoelektryczny). Jedną z właściwości liniowego efektu elektrooptycznego jest mała bezwładność, co pozwala modulować światło w zakresie dużych częstotliwości rzędu kilkudziesięciu gigaherców. Efekt ten opisuje się liniową zależnością między zmianą współczynników indykatrysy optycznej kryształu a zewnętrznym polem elektrycznym. Zewnętrzne pole elektryczne powoduje obrót i deformacje elipsoidy współczynników załamania. W ogólnym przypadku główne osie elipsoidy nie pokrywają się z pierwotnymi osiami głównymi. Równanie indykatrysy w układzie XYZ przyjmuje postać:
{\displaystyle a_{1}x^{2}+a_{2}y^{2}+a_{3}z^{2}+2a_{4}yz+2a_{5}zx+2a_{6}xy=1.}
W przypadku liniowego efektu elektrooptycznego zmiana współczynników indykatrysy
{\displaystyle \delta _{k}=a_{k}-a_{k0}}
jest liniową funkcją natężenia przyłożonego pola elektrycznego
{\displaystyle a_{k}-a_{k0}=r_{k1}E_{x}+r_{k2}E_{y}+r_{k3}E_{z},}
gdzie {\displaystyle k=1,2,3,4,5,6;{:}} {\displaystyle a_{40}=a_{50}=a_{60}=0.}
Współczynnik {\displaystyle r_{kn}} charakteryzuje tensor trzeciego rzędu, posiadający w ogólnym przypadku 18 różnych składowych. Symetria kryształów narzuca, w każdym oddzielnym przypadku, ograniczenia na składowe {\displaystyle r_{kn}.} Część z nich jest równa zeru, inne zaś są sobie równe.
Aby zaobserwować efekt Pockelsa należy przyłożyć pole elektryczne do kryształu równolegle do propagującego się promienia światła.
Efekt został odkryty przez Friedricha Carla Alwina Pockelsa w 1893 roku.